# Augustin Schubert

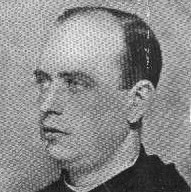
Augustin Schubert

Augustin Schubert OESA (* 14. Mai 1902 in Žižkov; † 28. Juli 1942 im KZ Dachau) war ein deutsch-tschechischer römisch-katholischer Geistlicher, Augustiner-Eremit und Märtyrer.

## Leben
Franz Schubert wuchs in Prag als Sohn eines deutschen Bahnbeamten und einer tschechischen Mutter zweisprachig auf und besuchte deutsche Schulen. Er studierte Slawistik und Katholische Theologie an den Universitäten Prag und Würzburg. Laut Quellen wurde er 1924 promoviert; Ort und Dissertation sind zu präzisieren. Er trat in das Augustinerkloster St. Michael in Münnerstadt ein und erhielt den Ordensnamen Augustinus (auch: Augustin). Am 30. August 1926 legte er die Profess ab, am 20. Januar 1929 wurde er zum Priester geweiht.
Schuberts Wirkungsorte waren zuerst St. Peter in Prag, dann Kloster Rotschow bei Laun, schließlich das Kloster St. Thomas in Prag, dessen Prior und Pfarrer er 1932 wurde. Großen Einfluss gewann er ab 1933 als Generalpräses und Bildungsleiter des katholischen tschechischen Sportverbands Orel (Adler). Nach dem Einmarsch der deutschen Truppen 1939 wurde er wegen seiner freimütigen Äußerungen am 26. August 1939 festgenommen und kam zunächst in das Gefängnis Pankrác, dann in das KZ Sachsenhausen (Häftlingsnummer 34.930), ab Mai 1941 wieder nach Pankrác und schließlich am 5. September 1941 in das KZ Dachau (Häftlingsnummer 27.127). Dort starb er Ende Juli 1942 im Alter von 40 Jahren an Herzversagen.

## Gedenken
Die deutsche Römisch-katholische Kirche hat Augustin Schubert als Märtyrer aus der Zeit des Nationalsozialismus in das deutsche Martyrologium des 20. Jahrhunderts aufgenommen. 1947 wurde in der Kirche St. Thomas in Prag eine Gedenktafel für ihn angebracht.